# Воронин, Михаил Феоктистович
Михаил Феоктистович Воронин (23 февраля 1877— 17 марта 1935, Харбин) — военачальник Белого движения

## Биография
Михаил Воронин родился 23 февраля 1877 года в семье сотника станицы Рассыпная 1-го военного отдела Оренбургского казачьего войска. Окончил Неплюевский кадетский корпус и Константиновское артиллерийское училище. На службе с 01.01.1904.,  участник Первой мировой войны, затем военачальник Белого движения на территории Оренбургского края. Полковник (за боевые отличия — Приказ Верховного правителя и Верховного главнокомандующего А. В. Колчака от 14.10.1919 со старшинством с 08.05.1919).
В 1908–1910 гг. служил в 1-м Оренбургском казачьем артиллерийском дивизионе. В 1912–1913 гг. — адъютант в Оренбургской казачьей артиллерийской бригаде. В Первую мировую войну служил в 4-й Оренбургской казачьей батарее, в кон. 1916 — в 1917 гг. командовал Оренбургской казачьей запасной батареей. Командир 3-й Оренбургской казачьей батареи (19.09.1917).
В 1918—1921 гг. командовал артиллерийскими частями оренбургских казаков в составе Белых армий. Участник Сибирского Ледяного похода (1919-1920). Под Красноярском со 175 артиллеристами атаковал противника и под д. Коркино прорвал т. н. «красноярскую пробку», благодаря чему на восток смогли уйти основные силы армии. Представлен командующим Уфимской группой генералом Р.К. Бангерским к ордену Св. Георгия 4-й степени. Затем в эмиграции в Китае.
Михаил Феоктистович Воронин умер 17 марта 1935 года в городе Харбине от паралича сердца.

## Награды
- Орден Святого Станислава III-ей степени с мечами и бантом  (1913).
- Орден Святого Станислава II-ой степени с мечами (1917).
- Орден Святой Анны IV-ей ст. с надписью «За храбрость» (1917).
- Орден Святой Анны III-ой степени с мечами и бантом (1917).
- Орден Святой Анны II-ой ст. с мечами (1917).
- Орден Святого Владимира IV-ой степени с мечами и бантами, (1917).